# Metabelbella janae
Metabelbella janae är en kvalsterart som beskrevs av Pérez-Íñigo jr. 1991. Metabelbella janae ingår i släktet Metabelbella och familjen Damaeidae. Inga underarter finns listade i Catalogue of Life.